# Cây (a,b)

Hình ảnh minh hoạ khái niệm cây(a,b)

Trong khoa học máy tính, cây (a,b) (tiếng Anh: (a,b) tree là một loại cây tìm kiếm cân bằng.
Cây (a,b) có tất cả các lá có cùng độ sâu, và tất cả các nút bên trong ngoại trừ gốc nằm giữa con a và b, trong đó a và b là các số nguyên thỏa điều kiện 2 ≤ a ≤ (b+1)/2. Gốc, nếu không là lá, có số con nằm giữa 2 và b.

## Định nghĩa
Giả sử a, b là các số nguyên dương thỏa điều kiện 2 ≤ a ≤ (b+1)/2. Thì một cây có gốc T là cây (a,b) khi:
- Mỗi nút bên trong ngoại trừ gốc có ít nhất a và nhiều nhất b con.
- Gốc có nhiều nhất b con.
- Tất cả các đường dẫn từ gốc đến lá có cùng chiều dài.

## Biểu diễn nút bên tron
Every internal node v of a (a,b)-tree T has the following representation:
- Let {\displaystyle \rho _{v}} be the number of child nodes of node v.
- Let {\displaystyle S_{v}[1\dots \rho _{v}]} be pointers to child nodes.
- Let {\displaystyle H_{v}[1\dots \rho _{v}-1]} be an array of keys such that {\displaystyle H_{v}[i]} equals the largest key in the subtree pointed to by {\displaystyle S_{v}[i]}.